# Joseph Wicquart
Joseph Gustave François Wicquart, né à Calonne-sur-la-Lys (Pas-de-Calais) le 14 septembre 1913 et mort à Arras le 27 mars 1997, est un évêque français, évêque de Coutances et Avranches.

## Biographie

### Principaux ministères
Ordonné prêtre pour le diocèse d'Arras le 18 juillet 1937.
Nommé évêque par Paul VI le 2 septembre 1966, il a été consacré évêque le 11 octobre suivant par Gérard-Maurice-Eugène Huyghe, évêque d'Arras, assisté de son auxiliaire André Parenty, évêque titulaire de Sitifis (de) (Maurétanie), et par Géry Leuliet, évêque d'Amiens.
Installé dans le diocèse un an après la fin du concile Vatican II, il eut la rude tâche d'en faire appliquer les décisions. La crise des vocations sacerdotales, déjà marquée dans un diocèse au clergé pourtant nombreux, l'obligea avec ses confrères de Bayeux et de Séez, à la fermeture du grand séminaire de Coutances en 1970. 
Il s'était retiré à Arras le 3 novembre 1988. Décédé le 27 mars 1997, il fut inhumé dans la chapelle sud du transept de la cathédrale Notre-Dame de Coutances, dédiée à saint Jean l'Evangéliste.